# Risk Star Wars
Risk Star Wars - Las guerras clon es una adaptación de este popular juego al universo Star Wars, pensado en el Dominio Galáctico. Basado en los Episodios I, II y III de la popular película de Star Wars. 
El juego contiene un tablero con 42 planetas, que representan los Planetas Claves de las Guerras Clónicas. Están agrupados en 6 regiones. También existen 4 ejércitos de diferentes colores: Azul, Negro, Rojo y Amarillo (este último lo llaman en el juego "Ejército Dorado"). Los ejércitos Azul y Negro representan a los integrantes del Movimiento Separatista (el Lado Oscuro), los ejércitos Rojo y Dorado representan a los integrantes del Movimiento Republicano (el Lado de la Luz). Cada ejército posee 9 naves (18 para la República y 18 para los Separatistas). Existe un Peón de Darth Sidious (Emperador Palpatine), con el cual se da la Orden 66, una de las tácticas importantes del juego, lo cual hace diferente esta versión, de la versión original. Además trae 5 dados de 6 lados y 5 dados de 8 lados. También contiene:
- 58 cartas de Bando
- 17 cartas Resumen de las Fases de Turno
- 9 fichas de Separatistas
- Instrucciones

El Juego es de 2 a 4 jugadores. A partir de 10 años.
La forma de jugar es muy similar al Risk Estándar, solo que contiene elementos de la saga, como el hiperespacio o los planetas más importantes de las Guerras Clon.
También incluye tarjetas que pueden usarse para alterar el juego, construir naves....y también líderes separatistas que al secuestrarlos te proporcionan cartas.
El juego da un vuelco tras la orden 66 (Darth Sidious se mueve por un recorrido con números que son el número a sacar en el dado para acertar) pues puede diezmar a la república o simplemente eliminarla.También obliga a sobreproteger un planeta en concreto para que no maten a Sidious.
- Datos: Q5410793